# Dariusz Jakubowski
Dariusz Leonard Jakubowski (ur. 26 października 1959 w Warszawie) – polski aktor filmowy i teatralny.

## Życiorys
Po ukończeniu nauki w XXX Liceum Ogólnokształcącym im. Jana Śniadeckiego w Warszawie studiował w Państwowej Wyższej Szkole Teatralnej w Warszawie, którą ukończył w 1984.
W 1984 został aktorem warszawskiego Teatru Studio, w którym zadebiutował na czwartym roku studiów rolą w spektaklu Piera Paolo Passoliniego Affabulazione (reż. Tadeusz Łomnicki). Wystąpił także w sztuce P. Mullera Przedstawienie pożegnalne (reż. Bogusław Linda), która w 1985 otrzymała trzecią nagrodę na Festiwalu „Grecja kolebką kultury” w Atenach. W tym samym roku zagrał Laertesa w inscenizacji Hamleta (reż. Guido de Moore). Występował na festiwalach teatralnych w całej Europie, a także w Izraelu, Australii, Japonii, Tajwanie i Singapurze. Wystąpił w roli Dionizosa w Bachantkach Eurypidesa na offowej scenie Southwark Playhouse w Londynie i na Festiwalu Michaiła Czechowa w Forest Row w Anglii.
Telewizyjną popularność przyniosły mu role w serialach: Ekstradycja, Wiedźmin oraz Na dobre i na złe. Wziął udział w realizacji seriali dokumentalnych Bogusława Wołoszańskiego, m.in. w Tajemnicy twierdzy szyfrów.
Prezentuje autorskie spektakle na scenach teatralnych i festiwalach muzycznych, m.in. w Teatrze Studio w Warszawie, w Teatrze im. Osterwy w Gorzowie Wielkopolskim, na Świętokrzyskich Dniach Muzyki w Filharmonii Świętokrzyskiej w Kielcach, Festiwalu Muzyki Dawnej na Zamku Królewskim w Warszawie, Festiwalu Chopiniana w Łazienkach Królewskich w Warszawie, Festiwalu Muzyki Kameralnej i Organowej w Słupsku, w Centrach Chopinowskich w Sannikach i Szafarni, Festiwalu Muzyki Kameralnej Radom-Orońsko, w Filharmonii w Rzeszowie, na koncertach Towarzystwa im. Fryderyka Chopina.
W Filharmonii Narodowej w Warszawie wykonał partię narratora w przedstawieniach: Pocałunek wieszczki Igora Strawińskiego, Historia Babara F. Poulenca i Najbardziej niewiarygodna historia Wernera. Wykonał także partię narratora w oratorium Josepha Haydna Siedem ostatnich słów Chrystusa na krzyżu, w Impresji na początek drogi Pawła Buczyńskiego na XXIII Festiwalu „Warszawskie Spotkania Muzyczne” oraz w Piotrusiu i wilku Siergieja Prokofjewa w Filharmonii Śląskiej w Katowicach.
W 2007 uczestniczył w drugiej edycji programu rozrywkowego Jak oni śpiewają w telewizji Polsat.
W latach 2006–2014 był wiceprezesem Zarządu Związku Artystów Scen Polskich. W sezonach 2007/2008, 2009/2010 i 2011/2012 zasiadał w komisji jurorskiej przyznającej nagrody teatralne Feliksy Warszawskie.
Działa w obronie praw zwierząt. Angażuje się w akcje na rzecz lepszego ich traktowania, np. „Zerwijmy łańcuchy”. Konferencja nt. respektowania praw zwierząt w Pałacu Prezydenta RP z udziałem pierwszej damy.
Jest mężem śpiewaczki Katarzyny Thomas.

## Filmografia
- 1984: Bez końca reż. Krzysztof Kieślowski
- 1984: Dzień czwarty jako powstaniec
- 1985: …jestem przeciw jako Romek
- 1986: Tulipan jako milicjant, organizator obławy
- 1988: Piłkarski poker jako brat Grundola
- 1988–1991: Pogranicze w ogniu jako Zygmunt, oficer polskiego wywiadu
- 1993: Zespół adwokacki jako Marek Galewicz
- 1995–1996: Ekstradycja jako gangster Struna
- 1997: Klan jako Romuald Stec
- 1999–2014: Na dobre i na złe jako dr Dariusz Wójcik, były ordynator oddziału ginekologii
- 2001: Wiedźmin jako Jeż z Erlenwaldu
- 2002: Sfora jako prof. Stroliński
- 2002–2007: Samo życie jako producent muzyczny
- 2005: Fala zbrodni jako Miron
- 2007: I kto tu rządzi? jako Karol Osiński
- 2007: Pierwsza miłość jako Mikołaj Rybiński
- 2007: Tajemnica twierdzy szyfrów jako pułkownik William Hollan
- 2007: Futro jako Dolny
- 2007: Halo Hans! jako aktor Willibald von Riefenstahl (odc. 5)
- 2008: Kryminalni jako Witold Makowiec, ojciec Kuby (odc. 92)
- 2008: Teraz albo nigdy! jako klient klubu Andrzeja (odc. 17)
- 2009: Brzydula jako Bogdan Zarzycki
- 2009: Doktor Dziwago jako Tangens Cotangens[11]
- 2010: Historia Roja, czyli w ziemi lepiej słychać jako ksiądz
- 2011: Układ warszawski jako lichwiarz (odc. 8)
- 2012: Czas honoru jako lekarz amerykański
- 2012–2013: Prawo Agaty jako Marczak
- 2012: Galeria  jako Henryk
- 2014: Komisarz Alex jako Lucjan Gandecki, mąż Wandy (odc. 58)
- 2014: Sama słodycz jako dziekan (odc. 13)
- 2014: Baron24 jako wspólnik Staszka Rybskiego (odc. 25)
- 2014: O mnie się nie martw jako sędzia (odc. 4)
- 2014: Przyjaciółki jako ordynator (odc. 49)
- 2015: Przypadki Cezarego P. jako krytyk Jacek Mirowski (odc. 9)
- 2015–2016: Barwy szczęścia jako Janusz, szef Marczaka
- 2016: Druga szansa jako manager butiku (odc. 19)
- 2017: Listy do M. 3 jako szef Radia Zet
- 2018: Komisarz Alex jako profesor Antoni Wolski (odc. 133)
- 2019: Sługi wojny jako profesor Marek Abramski
- 2019: Serce do walki jako lekarz
- 2019: Miłość i miłosierdzie jako Karol Wojtyła
- 2019: Proceder jako producent muzyczny
- 2020: Zakochani po uszy jako profesor (odc. 184)
- 2021: Brigitte Bardot cudowna jako gwiazdor
- 2021: Tajemnica zawodowa jako profesor Adam Birut
- 2023: Korona królów. Jagiellonowie jako Arcybiskup Mikołaj Kurowski
- 2023: Uwierz w Mikołaja jako lekarz